# Page 4 - A Collection of Her Most Famous Songs
| Recensione | Giudizio |
| ---------- | -------- |
| AllMusic   |          |

Page 4 - A Collection of Her Most Famous Songs è un album discografico di Patti Page, pubblicato dalla casa discografica Mercury Records nel settembre del 1957.

## Tracce

### LP
Lato A
1. I Went to Your Wedding – 3:12 (Jessie Mae Robinson) – Registrato il 6 agosto 1952 al (possibile) Fine Recording Studio di New York
2. My Restless Lover – 3:00 (Pem Davenport) – Registrato il 21 dicembre 1953 al Fine Sound Studio di New York
3. You Too Can Be a Dreamer – 2:44 (Mitchell Parish, Jerry Livingston) – Registrato il 23 novembre 1954 al Fine Sound Studio di New York
4. Near to You – 2:58 (Richard Adler, Jerry Ross) – Registrato il 25 febbraio 1955 al Fine Sound Studio di New York
5. Let Me Go, Lover! – 2:21 (Jenny Lou Carson, Al Hill) – Registrato il 9 giugno 1954 a (possibile) New York
6. You Belong to Me – 2:28 (Redd Stewart, Pee Wee King, Chilton Price) – Registrato il 6 agosto 1952 al (possibile) Fine Recording Studio di New York

Lato B
1. Mister and Mississippi – 2:40 (Irving Gordon) – Registrato il 24 aprile 1951 a New York
2. Lonely Days – 2:31 (Tom Moore, Danny Hurd) – Registrato il 21 dicembre 1953 al Fine Sound Studio di New York
3. There Will Never Be Another You – 3:08 (Mack Gordon, Harry Warren) – Registrato il 27 febbraio 1956 al Mercury Sound Studio di New York
4. I Walked Alone Last Night – 2:04 (Robert Arthur, Jack Wolf) – Registrato il 25 febbraio 1955 al Fine Sound Studio di New York
5. You're the Answer to My Prayer – 2:15 (Rose Marie McCoy, Charles Singleton) – Registrato il 22 giugno 1955 al Mercury Sound Studio di New York
6. Happiness Is a Thing Called Joe – 3:14 (Yip Harburg, Harold Arlen) – Registrato il 27 febbraio 1956 al Mercury Sound Studio di New York

- Nei brani: Let Me Go, Lover! e You Belong to Me non è riportata la durata, quelle indicate sono ricavate dalla Compilation Patti Page's Golden Hits (GMR-80033)

## Musicisti
- Patti Page – voce
- Jack Rael – conduttore orchestra
- Jack Rael's Orchestra – componenti orchestra non accreditati